# Helado Negro
Roberto Carlos Lange (Fort Lauderdale, Florida, 1980), más conocido por su nombre artístico Helado Negro, es un músico estadounidense. En 2019 fue galardonado con una beca de la fundación United States Artists en la categoría de música y también ha sido el ganador de un premio Grants to Artists 2019 en música a cargo de la Foundation for Contemporary Arts. En 2015 también recibió un premio de la Joyce Foundation.
Como nativo del sur de Florida, nacido de inmigrantes ecuatorianos y residente en Brooklyn, su educación  proporciona elementos esenciales para sus composiciones, incluyendo sus letras, consistentemente bilingües en inglés y español. La música de Lange bajo el apodo de Helado Negro se puede caracterizar como líricamente personal y como  avant-pop político. A través de su trabajo, Lange ha cultivado un enfoque poco tradicional de la canción-arte que coloca su voz en un impulso musical aventurero sin rehuir la apreciación pop familiar.
Helado Negro ha lanzado en 2019 el álbum This Is How You Smile a través de RVNG Intl., una institución musical con sede en Brooklyn. This Is How You Smile recibió una calificación de 8.5 y Mejor Música Nueva de Pitchfork.

## Primeros años
Hijo de inmigrantes ecuatorianos, Helado Negro (Roberto Carlos Lange) nació en el sur de Florida en 1980. Creció en Lauderhill y Davie.
Como estudiante de secundaria durante la década de 1990, Roberto Carlos Lange se quedaba hasta tarde viendo "Liquid Television" en MTV. Intrigado por los videos experimentales y la animación que veía allí, "estaba fascinado por el misterio de cómo se hacían, y tenía curiosidad por saber cómo hacerlos".
En 1999 se matriculó en el Savannah College of Art and Design (SCAD) en Savannah, Georgia, para estudiar Arte por Ordenador y Diseño de Sonido. Sus estudios de sonido se centraron en la instalación, la performance y el arte experimental. Durante su periodo en SCAD, participó en espectáculos experimentales de sonido y arte, y comenzó a desarrollar su trabajo musical mediante la compra de un sampler MPC para crear música. Se graduó en 2003 con un B.F.A. en Arte por Ordenador de SCAD.

## Arte visual y sonoro
En 2007 Lange colaboró con el artista visual David Ellis para crear "Trash Talk" para un show comisariado por Christian Marclay en el ICA Philly. La intervención consistía en un montón de bolsas de basura sónicas creadas por David Ellis que eran sacudidas y golpeadas como si fueran un equipo de percusión junto con bolsas de basura, latas, botellas, cartón, plástico, papel, aluminio, estaño, espuma, alambre, hardware y electrónica. La secuencia fue compuesta en colaboración con Roberto Lange. Juntos han colaborado en otras obras presentadas en Zoo Art Fair, NADA Art Fair y Roebling Hall. Algunas de estas piezas eran: "All Purpose Primer" (2007), "Trash Talk (2007), "Hell's Angel (2008) y "Liberty".
Las colaboraciones del dúo se extendieron al audiovisual con Lange contribuyendo con el diseño sonoro a varias de las pinturas de movimiento visual de Ellis; estas piezas fueron creadas específicamente para el sitio en el que se exponían, incluyendo una comisión por el minorista de ropa Theory para crear nuevas obras de arte. Lange probaría y manipularía el sonido a medida que fuera siendo generado a partir de los movimientos de Ellis y los sonidos incidentales mientras pintaba.
En 2009, Lange puso banda sonora al trabajo colaborativo de Blu y Ellis llamado "combo".
En 2011, Lange contribuyó con una escultura sonora site-specific llamada "HVAC Music Box", a la exposición grupal "Sequence of Waves" en el Convento de Santa Cecilia en Greenpoint, Brooklyn. Hvac Music Box es una pieza que utiliza la idea de una unidad HVAC como resonador para hacer circular el sonido de cajas de música que son activadas por los espectadores. La composición en la caja de música es una pieza original que está en un bucle continuo que sólo avanza haciendo girar los mandos correspondientes. Esta es una escultura cinética manual. La escultura fue hecha para un espectáculo colectivo site-specific llamado Sequence of Waves que se instaló en el Convento de Santa Cecilia en Greenpoint, NY por un solo día.
También en 2011, Lange fue invitado por Flux Projects para crear una instalación site-specific de una semana de duración que involucrara el sonido en un espacio público. La pieza que creó se llamó "Sounding Up There".

## Eventos destacados
En julio de 2017 Helado realizó un Tiny Desk Concert para NPR Music. Fue publicado en el canal de YouTube de NPR Music, el cual tiene más de 1,2 millones de suscriptores. Interpretó cuatro canciones: "Transmission Listen", "Young, Latin and Proud", "Run Around" y "It's My Brown Skin", acompañado de una banda de 5 miembros compuesta por batería, dos saxofones, violín, sintetizador y el propio Helado cantando y tocando la guitarra.

## Discografía

### Álbumes de estudio
- Awe Owe (2009, Asthmatic Kitty)
- Canta Lechuza (2011, Asthmatic Kitty)
- Invisible Life (2013, Asthmatic Kitty)
- Double Youth (2014, Asthmatic Kitty)
- Private Energy (2016, Asthmatic Kitty)
- This Is How You Smile (2019, RVNGIntl)
- Far In (2021, RVNGIntl)
- Phasor (2024, Private Energy under exclusive license to 4AD Ltd)

### EP
- Island Universe Story - One (2012, Asthmatic Kitty)
- Island Universe Story - Two (2013, Asthmatic Kitty)
- Island Universe Story - Three (2014, Asthmatic Kitty)
- Island Universe Story - Four (2018, RVNGIntl)